# 340980 Bad Vilbel
340980 Bad Vilbel este o planetă minoră (asteroid) din centura de asteroizi. A fost descoperită pe 15 martie 2007 la Frankfurt-Bergen-Enkheim⁠(d) de Uwe Süßenberger⁠(d). 
Obiectul prezintă o orbită caracterizată de o semiaxă mare de 2,4628351449232 UAi, o excentricitate de 0,13, o înclinație de 7,6 ° în raport cu ecliptica.